# Adair County (Iowa)
Adair County je okres ve státě Iowa ve Spojených státech amerických. K roku 2010 zde žilo 7682 obyvatel. Správním městem okresu je Greenfield. Celková rozloha okresu činí 1477 km².